# 蓮長寺 (佐渡市)
蓮長寺（れんちょうじ）は、新潟県佐渡市相川下寺町にある日蓮宗の寺院。山号は妙法山。旧本山は京都妙覚寺。境内には不受不施派六僧の一人日庭が配流居住した本敬寺があったという。

## 歴史
元和年間（1615年 - 1624年）日奥（京都妙覚寺18世）の佐渡来訪に随行した円諦院日円により開創された蓮体寺が起源。日泉（2世）により現在地へ移転し蓮長寺と改称した。宝永6年（1709年）本堂、方丈等を再建した。

## 交通アクセス
相川市街地から少し山側に入った、寺院が集積する地区に立地する。
- 新潟交通佐渡 本線ほか「きらりうむ佐渡」または「相川」バス停より徒歩約15分

## 参考資料
- 日蓮宗寺院大鑑編集委員会『宗祖第七百遠忌記念出版 日蓮宗寺院大鑑』大本山池上本門寺（1981年）
- 児玉信雄『佐渡の五重塔』刀水書房